# Atracis costalis
Atracis costalis är en insektsart som beskrevs av Melichar 1902. Atracis costalis ingår i släktet Atracis och familjen Flatidae. Inga underarter finns listade i Catalogue of Life.